# Eogena
Eogena är ett släkte av fjärilar. Eogena ingår i familjen nattflyn, Noctuidae.
Eogena contaminei är enda kända arten i släktet.